# 誠心誠意判決
誠心誠意判決（せいしんせいいはんけつ）は、1931年（昭和6年）2月20日に大審院において出された、婚約（婚姻予約）の成立に関する判決。

## 事案の概要
大正7年（1918年）、いとこ同士であったＸ（20歳女）とＹ（15歳男）は、将来の結婚を約して性的交渉を持ったが、結納や、親戚知人へのお披露目などの儀式はなされなかった。ＸとＹの関係は続き、Ｘは子を出産。後、Ｙは上京し、ＸはＹと文通をしながらＹとの婚姻のため独身を貫いていたが、Ｙが別の女性と結婚してしまったため、婚約不履行を原因とする損害賠償請求の訴えを提起した。一審、二審ともにＸの請求を一部認容。Ｙが、結納などにより世間一般が認めたものが婚姻予約であり、いわゆる私通野合とは区別すべきであり、本件で婚姻予約は肯定されないと上告した。

## 判決
大審院は、婚姻予約は結納の取交しなど慣習上の儀式を挙げて将来の婚姻を約する場合に限定されるものではない。男女が誠心誠意を以て将来に夫婦たるべき予期の下にこの契約をなし、このような契約のない自由な男女と一種の身分上の差異を生ずるに至ったときは、婚約予約ありとするに妨げはない、として上告を棄却した。
判決文中の「誠心誠意を以て将来に夫婦たるべき予期の下に…」との文言から、「誠心誠意判決」という事件名で呼ばれる。
婚約の成立に儀式が不要であることを明示した大審院大正8年6月11日判決（民録25輯1010頁）と並び、婚約の成立要件を示した2大判決の1つとして知られる。